# FBI: Operazione tata
FBI: Operazione tata (Big Momma's House 2) è un film commedia d'azione del 2006 diretto da John Whitesell e con protagonista Martin Lawrence. È il sequel del film 2000 Big Mama, mentre nel 2011 è stato realizzato un terzo film intitolato Big Mama - Tale padre, tale figlio, sempre per la regia di Whitesell.

## Trama
L'agente dell'FBI, esperto in travestimenti Malcolm Turner viene impegnato in una nuova delicatissima missione. Sotto le mentite spoglie della corpulenta Hattie Mae Pierce, Turner dovrà entrare in casa di Tom Fuller, fingendosi la tata dei suoi figli. In realtà l'agente deve sventare i piani di Fuller di sviluppare un software in grado di accedere ad alcuni file top secret del governo statunitense, che il criminale aveva intenzione di vendere ad una organizzazione terroristica. Il compito di avere informazioni su Fuller, però si dimostrerà ancora più ostico per Turner, dal momento che avrà a che fare con i tre pestiferi figli di Fuller: Andrew, Carrie e Molly.

## Distribuzione
Il film è stato distribuito nelle sale americane il 27 gennaio 2006, mentre in quelle italiane il 12 maggio 2006.

## Colonna sonora
1. That's What I'm Looking For (Mr. Dupri's Remix Clean) - Da Brat featuring Missy Elliott e Jermaine Dupri - 4:05
2. I've Got To Have It - Jermaine Dupri & Nas Featuring Monica - 3:24
3. What I'm Gon' Do To You (LP Version) - Kandi - 3:50
4. Bounce With Me - Lil Bow Wow Featuring Xscape - 3:23
5. You Can Always Go - Jagged Edge & Blaque featuring R.O.C. - 3:37
6. Radio - Kurupt, R.O.C., Phats - 4:26
7. Big Momma's Theme - Da Brat & Vita featuring Destiny's Child - 3:15
8. Treated Like Her - LaTocha Scott & Chanté Moore - 4:33
9. I Like Dem - Lil Jon, The EastSide Boyz - 4:35
10. I Want To Kiss You - Devin - 3:31
11. Love's Not Love - Marc Nelson - 3:39
12. Ooh Big Momma (LP Version) - Lil Jon & The EastSide Boyz - 3:48
13. Get Up - Jessica	- 4:08
14. I Still Got To Have It - Jermaine Dupri & Nas Featuring Monica - 3:28

## Critica
Il film ha ricevuto durante l'edizione dei Razzie Awards 2006 una nomination come Peggior prequel o sequel.